# Ротшильд, Надин де
Нади́н Нелли́ Жане́тт Лопиталье́ (фр. Nadine Nelly Jeannette Lhopitalier, или L’Hopitalier, с её сценическим именем Надин Талье фр. Nadine Tallier, в браке Надин де Ротшильд фр. Nadine de Rothschild; род. 18 апреля 1932, Сен-Кантен, Эна, Франция) — французская актриса, писательница и светская дама, вдова барона Эдмона де Ротшильда (1926—1997).
Автор нескольких романов, более известна своими учебниками по этикету. Бестселлером стала её автобиографическая книга La baronne rentre à cinq heures («Баронесса возвращается в пять часов»), в которой с юмором и откровенностью она предлагает свою версию того, как благодаря её оптимизму и воле она преуспевает во всём, что предпринимает: в её карьере, в браке и в жизни.
Она проживает в Швейцарии, недалеко от Женевы, в Преньи-Шамбези (фр. Pregny-Chambésy), в замке Преньи, находящимся в собственности её сына, Бенжамена де Ротшильда (фр. Benjamin de Rothschild).

## Биография

### Детство
Надин Лопиталье родилась в небольшом городе Сен-Кантене на северо-востоке Франции у матери, рабочей по профессии, и отца, сведения о котором отсутствуют. Её детство и юность проходят в Пюто, пригороде Парижа, где она живёт в двухкомнатной квартире без водопровода, разделяя её с матерью, отчимом-полицейским и младшей сестрой. Она оставляет школу в 14 лет до получения свидетельства об образовании, чтобы работать сначала на автозаводе, а потом — на фабрике по переработке шерсти и в качестве приходящей домашней работницы в дополнение к зарплате.
Отправным пунктом своего преуспевания она указывает среди немногочисленных прочитанных ею книг (« j’écrivais très mal, je ne lisais rien ») случайно попавшуюся ей книгу об этикете маркизы Луизы д`Альк (фр. Louise d' Alq), зародившую в ней вкус к хорошим манерам. И вскоре, с желанием добиться успеха, она уезжает в Париж.

### Артистическая карьера
В 16 лет Надин Лопиталье сопровождает свою подругу к известному художнику Жан-Габриэлю Домергу, который ищет модели, и он выбирает её своей натурщицей:

Он смотрит на меня и просит меня следовать за ним. Немного смущённая и восхищённая я вхожу большой салон, превращённый в мастерскую. Он просит меня раздеться, что я и делаю не задумываясь, как будто я была у врача. Быстрым взглядом он окидывает моё тело, обходит вокруг меня, кажется удовлетворённым: «Вы начинаете завтра, моя дорогая».Оригинальный текст (фр.)Il me dévisage et me prie de le suivre. Un peu confuse et ravie, j'entre dans un grand salon transformé en atelier. Il me demande de me dévêtir, ce que je fais sans réfléchir, comme si j'étais chez le médecin. D'un coup d'œil rapide, il détaille mon corps, tourne autour de moi, a l'air satisfait : "Vous commencez demain, mon petit."— Надин де Ротшильд
Он становится её пигмалионом и знакомит с элитарным французским обществом.

Я была примитивная, но любопытная духом (...) он подтолкнул меня к самосовершенствованию.Оригинальный текст (фр.)J’étais un esprit primaire mais curieux (…) il me poussait à me cultiver.— Надин де Ротшильд
С этого времени она решает выбиться всеми силами. Она продолжает как модель, демонстрируя первые бикини в мировом турне, и ведёт концерты в Олимпии. Тогда же она знакомится с Жоржем Брассансом:

Несомненно, я действительно нравилась Жоржу (…)Оригинальный текст (фр.)Nul doute, Georges m'aimait bien (…)— Надин де Ротшильд
которого, по её словам, она вдохновляет на создание в 1947—1948 годах песни Une jolie fleur dans une peau d'vache, что, однако, представляется спорным, поскольку считают, что Брассанс посвятил её своей любовнице Жо. Вместе с тем, по мнению одного из друзей шансонье, события жизни будущей баронессы послужили источником его песни Le Père Noël et la petite fille.
Вскоре она начинает карьеру в качестве актрисы под именем Надин Талье, исполняя по преимуществу второстепенные роли и часто играя женщин, не отличающихся строгим нравом. В 1951 году она дублирует Мартин Кароль в сцене с обнажением в фильме Caroline chérie (Дорогая Каролина) Ришара Потье (фр. Richard Pottier). В этом же году она появляется на короткое время в фильме Nez de cuir (Кожаный нос) у Марка Аллегре, которого называет своей первой большой любовью:

Когда я познакомилась с ним, ему было сорок восемь лет, но возраст не имеет значения, если есть обаяние. Высокий, стройный, темные, блестящие волосы, красивый, чувственный рот. Я была очарована. Я сразу же влюбилась в него (...)Оригинальный текст (фр.)Quand je fais sa connaissance, il a quarante-huit ans, mais l'âge n'a aucune importance quand on a le charme. Grand, mince, les cheveux noirs gominés, une très belle bouche sensuelle. Je suis fascinée. Je tombe aussitôt amoureuse de lui  (...)— Надин де Ротшильд
Через год она играет второстепенный персонаж в фильме с Брижит Бардо Manina, la fille sans voile (Манина, девушка без покрывала). Её первая значительная роль будет в Coiffeur pour dame (Дамский парикмахер) Жана Буайе (фр. Jean Boyer) в 1952 году, она снова у него снимается в Femmes de Paris (Женщины Парижа) в 1953 году. Потом она играет в эпизоде у Саша Гитри в     «Тайнах Версаля». В общей сложности в период с 1949 по 1964 годы она снимется более чем в 40 фильмах. Une ravissante idiote (Очаровательная идиотка) Эдуара Молинаро с Брижит Бардо в 1963 году станет её последним фильмом.

### Замужество
Но Надин Лопиталье не удовлетворяет её статус актрисы:

Лифт! Лифт!: Мой лозунг был актуален как никогда. Накакого понижения. В этот стремительный подъём я взяла только тех, кто мог следовать за мной: старые друзья остались на площадке.Оригинальный текст (фр.)Lift! Lift!: mon slogan était plus que jamais d’actualité. Pas question de rétrograder. Dans cette ascension rapide, je n’emmenais que ceux qui pouvaient me suivre: les anciennes amies restaient sur le palier.— Надин де Ротшильд
Она посещает высшее общество, поставив перед собой цель найти могущественного мужа:

Богатство и сила очаровывали меня. Есть женщины, которые постоянно нарываются на сантехника, я же никогда не ходила на обеды без возможности встретить наследника.Оригинальный текст (фр.)La richesse et la puissance me fascinaient. Il y a des femmes qui tombent systématiquement sur le plombier, moi je ne me suis jamais rendue à un dîner sans rencontrer un héritier.— Надин де Ротшильд
На обеде в 1960 году она встречается с франко-швейцарским банкиром Эдмоном де Ротшильдом:

Конечно, если бы он был уборщиком, я бы на него не взглянула.Оригинальный текст (фр.)Bien sûr, s’il avait été balayeur, je ne l’aurais pas regardé.— Надин де Ротшильд
Их знакомство в своей автобиографической книге она описывает следующим образом:

Меня приглашают на обед к Бену Хакоберу, бизнесмену. Это было 20 января 1960 года. Обед собирает банкиров, писателей, чиновников высшего ранга. За столом мой сосед справа - усатый мужчина в очках, не слишком красивый ... У нас завязывается разговор (...) Он круто берёт: «У вас симпатичный бриллиант, мадемуазель, жаль, что фальшивый!» Я чувствую, что краснею от стыда ... потому что он прав. Он представляется: Эдмон де Ротшильд (...) один из директоров De Beers, компании, которая управляет алмазными шахтами в Южной Африке. Я забываю об обиде. И мщу ему по-своему. Во время обеда он открывает коробочку для пилюль, я вижу там обручальное кольцо, я не могу не заметить: «Мой бриллиант может быть фальшивый, но этот альянс выглядит действительно настоящим!» Он осекается на секунду, затем улыбается мне: «Вы правы ...» После обеда он сопровождает меня к моей машине .. «Ты женщина моей жизни! Когда я смогу снова тебя увидеть?» (...) Золотое правило: заставить себя ждать. Через три дня звонит телефон. Эдмон приглашает меня поужинать после театра. Я соглашаюсь. (...) Впервые я хочу жить с мужчиной. Однако наши отношения строятся медленно и спокойно (...) Он просит меня прекратить работать. Я соглашаюсь. Эта ситуация продолжается два года, Эдмонд получает развод, но я ни на секунду не предполагаю, что он женится на мне. (...) 16 ноября 1962 года (он) объявляет мне, что он хочет ребёнка. (...) Я ошеломлена от счастья. И мы тут же зачинаем этого ребёнка! Однажды вечером (...) он просит меня выйти за него замуж. Ответ - да, конечно. И вот так 26 июня 1963 года я вышла замуж в своей комнате, беременная на седьмом с половиной месяце, мэр округа в ногах моей кровати! Врач запретил мне двигаться, чтобы я не потеряла ребёнка, всю свою беременность я провела в постели.Оригинальный текст (фр.)Je suis invitée à dîner chez Ben Jakober, un homme d'affaires. Nous sommes le 20 janvier 1960. Le dîner réunit des banquiers, des écrivains, de hauts fonctionnaires. A table, mon voisin de droite est un homme moustachu à lunettes, pas vraiment beau. Nous engageons la conversation. (...)Il attaque fort : "Vous avez un bien joli diamant, mademoiselle, dommage qu'il soit faux !" Je me sens rougir de honte... car il a raison. Il se présente : Edmond de Rothschild (...) l'un des administrateurs de la De Beers, la compagnie qui exploite les mines de diamants en Afrique du Sud. J'oublie l'affront. Et me venge à ma façon. Pendant le dîner, il ouvre une boîte à pilules, j'y vois une alliance, je ne peux m'empêcher de lui lancer : "Mon diamant est peut-être faux, mais cette alliance a l'air bien vraie !" II reste une seconde sans voix, puis me sourit : "Vous avez raison..."Après le dîner, il me raccompagne jusqu'à ma voiture.. "Vous êtes la femme de ma vie ! Quand puis-je vous revoir ?" (...) Règle d'or : se laisser désirer. Trois jours plus tard, le téléphone sonne. Edmond m'invite à souper après le théâtre. J'accepte. (...)Pour la première fois, j'ai envie de vivre avec un homme. Toutefois, notre relation se construit lentement et discrètement (...) Il me demande d'arrêter de travailler. J'accepte. Cette situation dure deux ans, Edmond a obtenu le divorce, mais je n'imagine pas une seconde qu'il va m'épouser. (...) Le 16 novembre 1962, (il) me déclare qu'il désire un enfant. (...) Je suis bouleversée de bonheur. Et nous mettons en route ce bébé sur-le-champ ! Un soir (...) il me demande de l'épouser. C'est oui, bien sûr. Et voici comment, le 26 juin 1963, je me suis mariée dans ma chambre, enceinte de sept mois et demi, le maire de l'arrondissement au pied de mon lit ! Le médecin m'avait interdit de bouger de peur que je perde l'enfant, j'avais passé toute ma grossesse allongée.— Надин де Ротшильд
Эдмон де Ротшильд с 1958 года состоял в браке со скульпторшей Веселиной Владовой Георгиевой, происходившей из богатой семьи болгарского торговца. Причиной его развода называют отсутствие детей, в то время как ему и его супруге было по 35 лет.
Чтобы выйти замуж за барона, беременная Надин Лопиталье переходит в иудаизм.
Их брак поражает французское общество, поскольку Ротшильды  предпочитали иметь жёнами образованных женщин со средствами и, неизменно, еврейской национальности. В июне 1963 года рождается их единственный сын, Бенжамен.
Чтобы не отстать от своего мужа, чьи разнообразные интересы включали также производство вина, и сына, выпускника Университета Пеппердайн (англ. Pepperdine University), баронесса Надин де Ротшильд проходит краткий курс в области энологии в Бордоском университете, прежде чем реализовать себя в проекте Мальмезон.
В 1997 году она становится вдовой по причине смерти мужа от респираторных осложнений (или, как ещё предполагают, самоубийства), и вместе с сыном наследует состояние, оцениваемое в 3 миллиарда швейцарских франков.

### Символ умения жить
Став баронессой, Надин с энтузиазмом входит в её новую роль хозяйки, создав весьма изысканную социальную жизнь, которая включает великолепные празднества в Преньи.
Она также начинает писать книги, в их числе: несколько романов, её автобиография, опубликованная в 1983 году под названием La baronne rentre à cinq heures («Баронесса возвращается в пять часов»), и несколько сочинений, касающихся хорошего поведения в обществе и мужчин в её жизни. При том, что она в публикациях и интервью ратует за право женщин на алименты в случае развода, в своём руководстве как быть идеальной женой негласно признаёт мужскую неверность и пренебрежение интересами супруги.
Так, в 2001 году в передаче Tout le monde en parle французского канала France 2 по случаю выхода её книги L'amour est une affaire de femmes (Любовь — это женское дело) ведущий Тьерри Ардиссон  (фр. Thierry Ardisson) задаёт Надин де Ротшильд «вопрос на засыпку»:

Ваш взгляд на семейную жизнь, разве это по сути не буржуазная проституция?Оригинальный текст (фр.)Votre façon d'envisager la vie conjugale, n'est-ce pas au fond de la prostitution bourgeoise ?
Она отвечает:

Я вышла замуж за богатого мужчину, мой муж не был, конечно, верным мужчиной, но я всё же удержала его на 40 лет. Когда вы любите кого-то, вы приносите жертвы, независимо от того, чем вы должны пожертвовать. Я против развода, и мой муж был необыкновенным человеком, я была его женой, и я ею осталась.Оригинальный текст (фр.)J'ai épousé un homme riche, mon mari n'était sûrement pas un homme fidèle mais je l'ai quand même gardé pendant 40 ans. Quand vous aimez quelqu'un vous faites des sacrifices, peu importe les sacrifices que vous avez à faire. Je suis contre le divorce et mon mari était un homme extraordinaire, j'étais sa femme et je le suis resté.
По мнению журналиста и писателя Патрика Бессона (фр. Patrick Besson) для Надин жизненная реальность проста: мужчины используют свой интеллект, чтобы стать — или, в случае с бароном Эдмоном, оставаться — богатыми, а женщины используют свой интеллект и свою грудь («Не говоря уже о моей красивой груди, которой он [Жан-Габриэль Домерг] первый восхищается как настоящий эстет»), чтобы выйти замуж за богатых мужчин.
Помимо своих учебников по этикету, в 2006 году Надин де Ротшильд ведёт на французском телеканале M6 шоу En voilà des manières!, где учит молодых женщин хорошим манерам с целью предоставления новым поколениям ключей к успеху. Затем она продолжает эксперимент вдали от камер, открыв в Женеве академию Nadine de Rothschild International Way of Life, через несколько лет прекратившую своё существование.

## Карьера

### Фильмография
| Работы в кино | Работы в кино | Работы в кино                                                                                | Работы в кино                                                                                   | Работы в кино                     | Работы в кино                                               |
| Год           | Жанр          | Русское название                                                                             | Оригинальное название                                                                           | Режиссёр                          | Примечание                                                  |
| ------------- | ------------- | -------------------------------------------------------------------------------------------- | ----------------------------------------------------------------------------------------------- | --------------------------------- | ----------------------------------------------------------- |
| 1949          | к/м           | «Пёс и мадам»                                                                                | Un chien et madame                                                                              | Marcel Martin                     |                                                             |
| 1949          | х/ф           | «Миссия в Танжере»                                                                           | Mission à Tanger                                                                                | Андре Юнебель                     | молодая женщина в кабаре (в титрах отсутствует)             |
| 1949          | х/ф           | «В царство небесное»                                                                         | Au royaume des cieux                                                                            | Жюльен Дювивье                    | воспитанница учреждения для несовершеннолетних нарушителей  |
| 1950          | х/ф           | «Набережная Гренель»                                                                         | Quai de Grenelle                                                                                | Emil E. Reinert (as E.E. Reinert) | обнажённая танцовщица в ночном клубе (в титрах отсутствует) |
| 1951          | х/ф           | «Дорогая Каролина»                                                                           | Caroline chérie                                                                                 | Richard Pottier                   | дублёрша тела Мартин Кароль (в титрах отсутствует)          |
| 1951          | х/ф           | «Бонифаций-сомнамбула»                                                                       | Boniface somnambule                                                                             | Maurice Labro                     | Жинетт, продавщица магазинов Берте (в титрах отсутствует)   |
| 1951          | х/ф           |                                                                                              | Le passage de Vénus                                                                             | Maurice Gleize                    | Жизель                                                      |
| 1952          | х/ф           | «Кожаный нос»                                                                                | Nez de cuir                                                                                     | Марк Аллегре                      |                                                             |
| 1952          | х/ф           | «Дамский парикмахер»                                                                         | Coiffeur pour dames                                                                             | Jean Boyer                        | мадемуазель Мадо                                            |
| 1952          | х/ф           |                                                                                              | Ouvert contre X...                                                                              | Richard Pottier                   | Амели, субретка (в титрах отсутствует)                      |
| 1952          | х/ф           | «Манина, девушка в бикини» / Манина, девушка без покрывала»                                  | Manina... La fille sans voile                                                                   | Willy Rozier                      | Матильда (как N. Tallier)                                   |
| 1953          | х/ф           | «Дети любви»                                                                                 | Les enfants de l'amour                                                                          | Léonide Moguy                     | Люлю                                                        |
| 1953          | х/ф           | «Женщины Парижа»                                                                             | Femmes de Paris                                                                                 | Jean Boyer                        | Пупетта, ведущая шоу                                        |
| 1954          | х/ф           | «Жизнь холостяка»                                                                            | Une vie de garçon                                                                               | Jean Boyer                        |                                                             |
| 1954          | х/ф           | «Тайны Версаля» / «Если б Версаль поведал о себе»                                            | Si Versailles m'était conté                                                                     | Саша Гитри                        | дама двора (в титрах отсутствует)                           |
| 1954          | х/ф           | «Моё маленькое безумство»                                                                    | Ma petite folie                                                                                 | Maurice Labro                     | Сюзанна                                                     |
| 1954          | х/ф           | «Мужчины думают только об этом»                                                              | Les hommes ne pensent qu'à ça                                                                   | Ив Робер                          | женщина в ванне                                             |
| 1954          | х/ф           | «Мадам дю Барри»                                                                             | Madame du Barry                                                                                 | Кристиан-Жак                      | Лок                                                         |
| 1954          | х/ф           |                                                                                              | Les impures                                                                                     | Pierre Chevalier                  | девушка (в титрах отсутствует)                              |
| 1955          | х/ф           | «Наполеон: путь к вершине»                                                                   | Napoléon                                                                                        | Саша Гитри                        | модница (в титрах отсутствует)                              |
| 1955          | х/ф           | «Шантаж»                                                                                     | Chantage                                                                                        | Guy Lefranc                       | Жанин, фотограф                                             |
| 1955          | х/ф           | «Вам понятно?»                                                                               | Vous pigez ?                                                                                    | Pierre Chevalier                  | Аманда                                                      |
| 1956          | х/ф           | «Бандиты»                                                                                    | Les Truands                                                                                     | Carlo Rim                         | жена Джима                                                  |
| 1956          | т/ф           | «Дорис»                                                                                      | Doris                                                                                           | Jean Vernier                      | Глория                                                      |
| 1956          | х/ф           | «Вдоль тротуаров»                                                                            | Le long des trottoirs                                                                           | Léonide Moguy                     | Надин, пансионерка                                          |
| 1956          | х/ф           |                                                                                              | Ce soir les jupons volent                                                                       | Димитрий Кирсанов                 | Таня                                                        |
| 1956          | х/ф           | «Фернан-ковбой»                                                                              | Fernand cow-boy                                                                                 | Guy Lefranc                       | Ани, певица салона                                          |
| 1956          | х/ф           | «Мадемуазель Стриптиз»                                                                       | En effeuillant la marguerite                                                                    | Марк Аллегре                      | Магали                                                      |
| 1956          | х/ф           | «Фоли-Бержер»                                                                                | Folies-Bergère                                                                                  | Анри Декуэн                       | Соня                                                        |
| 1956          | х/ф           | «Мужчина и ребёнок»                                                                          | L'homme et l'enfant                                                                             | Raoul André                       | Питель                                                      |
| 1956          | х/ф           | «Собор Парижской Богоматери»                                                                 | Notre-Dame de Paris                                                                             | Жан Деланнуа                      | девушка во 'Дворе чудес' (в титрах отсутствует)             |
| 1956          | телепередача  | «Субботний вечер Вэла Парнелла в лондонском Палладиуме», выпуск «Созвездие» (1956)           | Val Parnell's Sunday Night at the London Palladium, выпуск Constellation (1956)                 | Bill Lyon-Shaw                    | она сама                                                    |
| 1957          | к/м           | «Пять миллионов наличными»                                                                   | Cinq millions comptant                                                                          | André Berthomieu                  | Селеста                                                     |
| 1957          | х/ф           | «Мисс Катастрофа»                                                                            | Miss Catastrophe                                                                                | Димитри Кирсанов                  | Арлетт                                                      |
| 1957          | х/ф           | «Совершенно некстати» / «Как волос(ы) в супе»                                                | Comme un cheveu sur la soupe                                                                    | Maurice Régamey                   | Жюльетт                                                     |
| 1957          | х/ф           | «Дайте мне мой шанс»                                                                         | Donnez-moi ma chance                                                                            | Léonide Moguy                     | Кики                                                        |
| 1958          | х/ф           |                                                                                              | En bordée                                                                                       | Pierre Chevalier                  | Мюгетт                                                      |
| 1958          | х/ф           | «Девушки на море»                                                                            | Girls at Sea                                                                                    | Gilbert Gunn                      | Антуанетт                                                   |
| 1958          | х/ф           | «Сильные мира сего» / «Великие семьи»                                                        | Les grandes familles                                                                            | Дени де Ла Пательер               | Сильвен, молодая актриса на содержании                      |
| 1959          | х/ф           | «Сигареты, виски и куколки»                                                                  | Cigarettes, whisky et p'tites pépées                                                            | Maurice Régamey                   | Арлетт, куколка, которая любит виски                        |
| 1959          | х/ф           | «Трусы»                                                                                      | Los cobardes / Rue de la peur                                                                   | Juan Carlos Thorry                | Мария                                                       |
| 1959          | х/ф           | «Виза в ад»                                                                                  | Visa pour l'enfer                                                                               | Alfred Rode                       | Клементина                                                  |
| 1959          | х/ф           | «Сокровища Сан Терезы»                                                                       | The Treasure of San Teresa / 'Larry agent secret' / 'Hot Money Girl ou Long Distance'           | Alvin Rakoff                      | Зизи                                                        |
| 1961          | х/ф           | «Второй отдел против террористов»                                                            | Deuxième bureau contre terroristes                                                              | Jean Stelli                       | Клер                                                        |
| 1964          | х/ф           | «Очаровательная идиотка»                                                                     | Une ravissante idiote                                                                           | Эдуар Молинаро                    |                                                             |
| 1985          | телепередача  |                                                                                              | Le grand échiquier, выпуск Serge Lama: les battants (1985)                                      |                                   | она сама (как Nadine de Rothschild)                         |
| 1992          | телепередача  | «Звёзды 90», выпуски #2.14 (1992), #2.20 (1992)                                              | Stars 90, выпуски #2.14 (1992), #2.20 (1992)                                                    |                                   | она сама (как Nadine de Rothschild)                         |
| 2001          | ток-шоу       |                                                                                              | Y a un début à tout, выпуск от 11.12.2001                                                       |                                   | она сама (как Nadine de Rothschild)                         |
| 2003          | док. т/сериал | «Удивительная судьба», выпуски от 20.06.2003, 19.06.2003, 18.06.2003, 17.06.2003, 16.06.2003 | Le fabuleux destin de..., выпуски от 20.06.2003, 19.06.2003, 18.06.2003, 17.06.2003, 16.06.2003 |                                   | она сама (основной гость) (как Nadine de Rothschild)        |
| 2003          | ток-шоу       |                                                                                              | Vivement dimanche prochain, выпуск от 14.12.2003                                                |                                   | она сама (основной гость) (как Nadine de Rothschild)        |
| 2003          | ток-шоу       |                                                                                              | Vivement dimanche, выпуск Nadine de Rothschild (2003)                                           |                                   | она сама (основной гость) (как Nadine de Rothschild)        |
| 2001-2004     | ток-шоу       | «На устах у всех», выпуски от 19.05.2001, 20.05.2002, 10.05.2003, 13.11.2004                 | Tout le monde en parle, выпуски от 19.05.2001, 20.05.2002, 10.05.2003, 13.11.2004               |                                   | она сама (как Nadine de Rothschild)                         |
| 2007          | телепередача  | «Привет, земляне», выпуск от 14.05.2007                                                      | Salut les Terriens, выпуск от 14.05.2007                                                        |                                   | она сама (как Nadine de Rothschild)                         |
| 2007          | телепередача  | «Жизнь личная, жизнь публичная», выпуск «Интимные тайны раскрыты» (2007)                     | Vie privée, vie publique, выпуск Secrets intimes révélés (2007)                                 |                                   | она сама (как Nadine de Rothschild)                         |
| 2007          | ток-шоу       | «93 Фобур Сент-Оноре», выпуск «Ужин в кабаре» (2007)                                         | 93 Faubourg Saint-Honoré, выпуск Dîner cabaret (2007)                                           | Guillaume Perez                   | она сама (как Nadine de Rothschild)                         |
| 2007          | телепередача  |                                                                                              | 20 heures le journal, выпуск 2.09.2007                                                          | Daniela Suteu                     | она сама (как Nadine de Rothschild)                         |
| 2007          | ток-шоу       |                                                                                              | On n'a pas tout dit, выпуск #1.5 (2007)                                                         |                                   | она сама (как Nadine de Rothschild)                         |
| 2007-2009     | ток-шоу       | «Для тех, кто не спит», выпуски от 7.04.2007, 2.05.2009                                      | On n'est pas couché, выпуски от 7.04.2007, 2.05.2009                                            |                                   | она сама (как Nadine de Rothschild)                         |
| 2009          | телепередача  | «Самое большое кабаре на свете», выпуск #11.10                                               | Le plus grand cabaret du monde, выпуск #11.10                                                   | Bernard Gonner                    | она сама                                                    |

### Театр
| Работы в театре | Работы в театре | Работы в театре   | Работы в театре         | Работы в театре                                       | Работы в театре                        | Работы в театре |
| Год             | Жанр            | Русское название  | Оригинальное название   | Авторы                                                | Место постановки                       | Примечание      |
| --------------- | --------------- | ----------------- | ----------------------- | ----------------------------------------------------- | -------------------------------------- | --------------- |
| 1952            | оперетта        | «Под белым Конём» | Schnock                 | Marc-Cab и Jean Rigaux, пост. Alfred Pasquali         | Théâtre des Célestins, Париж (Франция) |                 |
| 1954            | оперетта        | «Песни Билитис»   | Les Chansons de Bilitis | Jean Valmy и Marc-Cab, авт. Пьер Луи, муз Жозеф Косма | Théâtre des Capucines, Париж (Франция) |                 |

### Сочинения
- Nadine de Rothschild, Guillemette de Sairigné. La baronne rentre à cinq heures. — Paris: Jean-Claude Lattès, 1984. — 255 с.
- Nadine de Rothschild. Heureuse et pas fâchée de l'être. — Paris: Éditions de la SeineLattès, 1987. — 221 с. — (Succès du livre). — ISBN 2-7382-0007-9.
- Nadine de Rothschild. Parlez-moi d'amour. — Paris: Fixot, 1989. — 243 с. — ISBN -87645-051-8.
- Nadine de Rothschild. Natara. — Paris: Fixot, 1994. — 343 с. — ISBN 2-87645-190-5.
- Nadine de Rothschild. Femme un jour, femme toujours. — Paris: Fixot, 1997. — 284 с. — ISBN 2-221-08464-0.
- Nadine de Rothschild. L'amour est affaire de femmes,. — Paris: Robert Laffont, 2001. — 285 с. — ISBN 2-221-09345-3.
- Nadine de Rothschild. Le Bonheur de séduire, l'art de réussir : le savoir-vivre du XXIe siècle. — Paris: Robert Laffont, 2001. — 436 с. — ISBN 2-221-09595-2. Издание отредактированной и дополненной книги, опубликованной в 1991 году под названием « Le bonheur de séduire, l'art de réussir : savoir vivre aujourd'hui »
- Nadine de Rothschild. Jours heureux à Quiberon. — Neuilly-sur-Seine: Michel Lafon, 2002. — 160 с. — ISBN 2-84098-780-5.
- Nadine de Rothschild. Sur les chemins de l'amour,. — Paris: Robert Laffont, 2003. — 327 с. — ISBN 2-221-09836-6.
- Nadine de Rothschild. Megève, un roman d'amour. — Paris: Albin Michel, 2004. — 299 с. — ISBN 2-226-15519-8.
- Nadine de Rothschild. Les Hommes de ma vie. — Paris: Albin Michel, 2007. — 369 с. — ISBN 978-2-226-17613-4.
- Nadine de Rothschild, E. Margas. Bonnes manières. — Paris, 2009.
- Nadine de Rothschild, Arsène Bouakira. Réussir l'éducation de nos enfants. — Lausanne-Paris: Favre, 2009. — 191 с. — ISBN 978-2-8289-1071-6.
- Nadine de Rothschild. Ma philosophie... d'un boudoir à l'autre. — Paris: Albin Michel, 2010. — 169 с. — ISBN 978-2-226-19304-9.

### Интервью
- Leinkauf, Maxi. Nadine de Rothschild über Manieren :  [нем.] // Süddeutsche Zeitung. — 2007. — 29 Dezember.
- Corday-Marguy, Paule. Nadine Tallier n'épousera pas un acteur :  [фр.] // Mon Film. — 1957. — № 575 (28 août). — С. 14.

### Публикация
- Pomeau-Peyre, Clémentine. Nadine de Rothschild - Antiquités et savoir-vivre :  [фр.] // Antiquités Brocante. — 2008. — № 115 (janvier). — С. 16-18.

### Иллюстрированные журналы
- To The Manor Porn: Baroness De Rothschild :  [англ.]. — Celebrity Sleuth. — 1994. — Т. 7, вып. 3. — С. 66-67.
- Bouyxou, Jean-Pierre. Elles ont commencé toutes nues :  [фр.] // Lui. — 1990. — № 37 (novembre). — С. 82.
- Antiquités Brocante, январь 2008, №115 (обложка)

## Дополнение